# Rijád Hidžáb
Rijád Hidžáb (* 1966, Dajr az-Zaur, Sýrie) je někdejší ministerský předseda Sýrie. Funkci však zastával jen krátce v létě 2012. Poté se rozhodl k odchodu do Jordánska, kde se přidal k opozici. Stal se tak nejvýše postaveným činitelem režimu prezidenta Bašára Asada, který se rozhodl přejít do opozičního tábora.

## Přechod k opozici
Když byl v červnu 2012 Hidžáb pověřen sestavením vlády, BBC o něm referovala jako o věrném přívrženci Asada a klíčovém členu vládnoucí strany. O dva měsíce později Hidžáb vydal prohlášení, v němž syrskou vládu označil za „zabijácký a teroristický režim" a sám sebe za „vojáka v požehnané revoluci".